# Rhizogonium lindigii
Rhizogonium lindigii är en bladmossart som beskrevs av Mitten 1869. Rhizogonium lindigii ingår i släktet Rhizogonium och familjen Rhizogoniaceae. Inga underarter finns listade i Catalogue of Life.